# Колганов, Илья Арсентьевич
Илья Арсентьевич Колганов — советский хозяйственный, государственный и политический деятель.

## Биография
Родился в 1924 году в селе Урожайное. Член КПСС с 1959 года.
С 1939 года — на хозяйственной, общественной и политической работе. В 1939—1946 гг. — подпасок в колхозе, участник Великой Отечественной войны, стрелок 788-го стрелкового полка, 434-го стрелкового полка, 233-го стрелкового полка, 225-го стрелковой дивизии, участник освобождения городов Харьков, Кировоград, Сумы, Кременчуг, старший чабан совхоза «Урожай» Левокумского района Ставропольского края.
Избирался депутатом Верховного Совета СССР 6-го созыва.
Умер в Урожайном в 2008 году.